# Gozd pagod v samostanu Šaolin
Gozd pagod v templju Šaolin se nanaša na glavno pokopališče budističnih menihov v templju Šaolin pod goro Song. Pokopališče, ki ga sestavlja približno 250 spominskih pagod, pod katerimi je bil ali v katerih je bil položen pepel pokojnikov, pokriva približno 21.000 m2. Pokopališče je poraslo z gozdom. Njegovo ime, gozd stolpov (kitajsko 塔林, Ta Lin), odraža to dejstvo, bodisi zato, ker so pagode podobne gozdu, bodisi zato, ker so v gozdu. Njegovo središče je približno 250 m oddaljeno od samostanskega posestva.
Te spominske 'pagode' niso prave, temveč so bivalne stavbe z enim ali več nadstropji s strehami z dvignjenimi napušči. Simbolično so imitacije spomenikov bivališča mrtvih, ki predstavljajo prave stolpe. Te dvignjene strehe se pogosto imenujejo 'nivoji'. Število nivojev v spominskem stolpu je združljivo s statusom pokojnika.
Kontinuiteta zajema več kot 1200 let, vendar se uporaba nadaljuje počasi. Tam ne morejo pokopati vseh menihov; večinoma so na nek način slavni. Razen dveh pagod, ki predstavljata skupini menihov, so bili navadni menihi, ki niso bili na vodilnih položajih, pokopani zunaj gozda pagod v grobove navadnih moških.
V 1200 letih so se samostanski objekti spremenili in postali kompleksni centri borilnih veščin in geoturizma, kakršni so danes. Prvotni samostan je bil ustanovljen kot prvi center čan, specializiran za kung fu in sorodne borilne veščine. Menihi so vedno gojili ljubeče spoštovanje do mojstrov, ki so še vedno znani po imenu. Grobnice so na splošno dobro vzdrževane in so na zaščiteni lokaciji.
Čeprav je pokopališče največje, tam niso vse spominske pagode. Tudi drugi samostani v bližini imajo pagode. Pagode tudi niso edina oblika spominske arhitekture. Stele lahko najdemo na različnih lokacijah. Bolj znane zgodovinske osebnosti imajo kipe ali stensko poslikavo.

## Časovno okno gozda pagod
Pagode so datirane na več načinov. Vsak spomenik ima napis – ime in datum – na kamnu ali na vgravirani plošči. Vsak ohranjeni napis je tako zgodovinski dokument. Vendar plošče na spomeniku niso vedno preživele. Odtrgane ali razbite so bile, da bi omogočili dostop do notranje sobe, verjetno rop, saj je pagoda bila vandalizirana. Politično uničenje bi strukturi povzročilo več škode. Ohranjeni napisi so umetniška dela. Kaligrafija je v slogu tistega obdobja, kar zagotavlja še en način identifikacije obdobja. Pagodo je mogoče arheološko datirati po velikosti, obliki, materialu opeke in vsebnosti cementa; arhitekturno pa po okrasnih značilnostih.
Prva pagoda na pokopališču je pagoda mojstra Faruja, ki datira v leto 689. Ker je imel dolgo kariero v samostanu, je treba domnevati, da se je začela veliko prej. Datum je v obdobju dinastije Tang. Predstavljene so vse nadaljnje dinastije do dinastije Čing, ki zajemajo obdobje od 618 do 1911. Vendar pa pagode še vedno gradijo vse do danes.
V napisih so omenjeni nekateri tuji menihi: japonski menih datiran leta 1339, indijski menih datiran leta 1564.

## Arhitektura pagod
Študije razširjenosti pagod kažejo, da je bila velika večina zgrajenih v času dinastije Ming (1368–1644) in dinastije Čing (1644–1911). Vendar pa so natančne številke odvisne od površine, ki je sprejeta kot velikost pokopališča. Nikoli ni bilo stalnih, fiksnih meja območja; menihi so se preprosto odločili, da bodo mojstra pokopali na nekem slikovitem območju s pogledom na potok na zahodu. Posledično obstaja območje z največjo koncentracijo, obdano s krogi z nižjo koncentracijo, čeprav so se nekateri odločili videti vzorec, kot je kitajska pahljača. Geolokacije pa pogosto zahtevajo določene meje, ki so bile naložene na kraju samem.
Uradne meje je določil upravni odbor geoparka in so objavljene na informativni tabli na kraju samem. Glede na tablo je gozd pagod prešel pod državni nadzor 20. novembra 1996. Obsega 14.000 m2 z 248 oznakami, večinoma pagodami. Njegovo pokopališče je 300 m zahodno od templja. Za časovna obdobja navaja Tang, Vudai, Song, Džin, Juan, Ming, Čing in sodobno obdobje. Drugi viri navajajo druge številke. Ne glede na to, katere meje se upoštevajo, pa nekatere pagode ne bodo znotraj njih.
Pagode so zgrajene iz kamna ali opeke.

## Članstvo v parkih
Gozd pagod v Šaolinu stoji ob vznožju gore Šaoši in je eden največjih gozdov pagod na Kitajskem. Leta 1996 je bil imenovan za nacionalno slikovito območje.
Tako samostan Šaolin kot gozd pagod sta bila leta 2010 vpisana na seznam svetovne dediščine UNESCO kot del Zgodovinskih spomenikov Dengfenga.